# Ayenia
Ayenia is een geslacht uit de kaasjeskruidfamilie (Malvaceae). Het geslacht bevat rechtopstaande struiken met een penwortel en gekartelde bladeren. De soorten komen voor in gebieden met een warm klimaat op het Amerikaanse continent.

## Soorten
- Ayenia abutilifolia (Turcz.) Turcz.
- Ayenia acalyphifolia Griseb.
- Ayenia acuminata Rusby
- Ayenia aemulata Cristóbal
- Ayenia aliculata Cristóbal
- Ayenia angustifolia A.St.-Hil. & Naudin
- Ayenia aprica Cristóbal
- Ayenia ardua Cristóbal
- Ayenia berlandieri S.Watson
- Ayenia blanchetiana K.Schum.
- Ayenia boliviana Rusby
- Ayenia cajalbanensis Alain
- Ayenia compacta Rose
- Ayenia conciliata Cristóbal
- Ayenia cordifolia Sessé ex DC.
- Ayenia cordobensis (Hieron.) Hieron.
- Ayenia cuatrecasae Cristóbal
- Ayenia cubensis A.Rodr.
- Ayenia dentata Brandegee
- Ayenia donatica Cristóbal
- Ayenia eliae Cristóbal
- Ayenia erecta Mart. ex K.Schum.
- Ayenia euphrasiifolia Griseb.
- Ayenia fasciculata Millsp. ex Standl.
- Ayenia filiformis S.Watson
- Ayenia fruticosa Rose
- Ayenia glabra S.Watson
- Ayenia glabrescens K.Schum.
- Ayenia hirta A.St.-Hil. & Naudin
- Ayenia incallida Cristóbal
- Ayenia insulicola Cristóbal
- Ayenia jaliscana S.Watson
- Ayenia jussieui Cristóbal
- Ayenia klugii Cristóbal & Arbo
- Ayenia krapovickasii Cristóbal
- Ayenia laevigata Sw.
- Ayenia latifolia Cristóbal
- Ayenia limitaris Cristóbal
- Ayenia lingulata Griseb.
- Ayenia luyensis Cristóbal
- Ayenia magna L.
- Ayenia mansfeldiana (Herter) Cristóbal
- Ayenia mastatalensis Cristóbal & N.Zamora
- Ayenia micrantha Standl.
- Ayenia microphylla A.Gray
- Ayenia mirandae Cristóbal
- Ayenia nervosa Cristóbal
- Ayenia noblickii Cristóbal
- Ayenia nummularia Cristóbal
- Ayenia odonellii Cristóbal
- Ayenia ovata Hemsl.
- Ayenia palmeri A.Gray
- Ayenia paniculata Rose
- Ayenia parviflora Sessé & Moc.
- Ayenia peninsularis Brandegee
- Ayenia peregrina Cristóbal
- Ayenia pilosa Cristóbal
- Ayenia praecipua Cristóbal
- Ayenia praeclara Sandwith
- Ayenia purpusii Brandegee
- Ayenia pusilla L.
- Ayenia rotundifolia Hemsl.
- Ayenia saligna Dorr
- Ayenia schumanniana Kuntze
- Ayenia sidifolia (Turcz.) Hemsl.
- Ayenia simulatrix Cristóbal
- Ayenia spinosa A.Rodr. & Bisse
- Ayenia spinulosa R.E.Fr.
- Ayenia standleyi Cristóbal
- Ayenia stipularis Planch. & Triana
- Ayenia subtilis Cristóbal
- Ayenia tenuicaulis Urb.
- Ayenia tomentosa L.
- Ayenia truncata Rose
- Ayenia velutina Urb.
- Ayenia violacea Urb.
- Ayenia virgata Urb. & Ekman
- Ayenia wrightii B.L.Rob.
- Ayenia wygodzinskyi Cristóbal
- Ayenia xochipilliae Cristóbal

... · 
Abelmoschus · 
Abroma · 
Abutilon · 
Acaulimalva · 
Acropogon · 
Akrosida · 
Allosidastrum · 
Allowissadula · 
Apeiba · 
Ayenia · 
Bakeridesia · 
Adansonia (Baobab) · 
Alcea · 
Althaea (Heemst) · 
Anisodontea · 
Anoda · 
Argyrodendron · 
Bastardia · 
Berrya · 
Bombax · 
Brachychiton · 
Brownlowia · 
Burretiodendron · 
Byttneria · 
Callirhoe · 
Carpodiptera · 
Cavanillesia · 
Ceiba · 
Chiranthodendron · 
(Chorisia) · 
Cola · 
Colona · 
Commersonia · 
Corchorus · 
Craigia · 
Cristaria · 
Cullenia · 
Diplodiscus · 
Dombeya · 
Duboscia · 
Durio · 
Entelea · 
Eremalche · 
Eriolaena · 
Eriotheca · 
Firmiana · 
Franciscodendron · 
Fremontodendron · 
Fuertesimalva · 
Glyphaea · 
Gossypium (Katoenplant) · 
Grewia · 
Guichenotia · 
Gynatrix · 
Gyranthera · 
Hampea · 
Hannafordia · 
Helicteres · 
Heliocarpus · 
Herissantia · 
Heritiera · 
Hermannia · 
Hibiscadelphus · 
Hibiscus · 
Hildegardia · 
Hoheria · 
Horsfordia · 
Howittia · 
Huberodendron · 
Iliamna · 
Keraudrenia · 
Kleinhovia · 
Kokia · 
Kosteletzkya · 
Kostermansia · 
Kydia · 
Lagunaria · 
Lasiopetalum · 
Lavatera · 
Lawrencia · 
Lebronnecia · 
Luehea · 
Lysiosepalum · 
Macrostelia · 
Malacothamnus · 
Malope · 
Malva (Kaasjeskruid) · 
Malvaviscus · 
Malvella · 
Matisia · 
Megistostegium · 
Melhania · 
Melochia · 
Microcos · 
Nayariophyton · 
Nesogordonia · 
Ochroma · 
Pachira · 
Palaua · 
Pavonia · 
Pentace · 
Pentaplaris · 
Phragmotheca · 
Phymosia · 
Pseudobombax · 
Pterospermum · 
Pterygota · 
Quararibea · 
Radyera · 
Reevesia · 
Rhodognaphalon · 
Robinsonella · 
Rulingia · 
Scaphium · 
Scaphopetalum · 
Schoutenia · 
Scleronema · 
Senra · 
Sida · 
Sidalcea · 
Sparrmannia · 
Sphaeralcea · 
Sterculia · 
Symphyochlamys · 
Talipariti · 
Theobroma · 
Thespesia · 
Thomasia · 
Tilia (Linde) · 
Triplochiton · 
Triumfetta · 
Trochetia · 
Trochetiopsis · 
Urena · 
Waltheria · 
Wercklea · 
Wissadula · 
...